# Кубок Федерации 2009
Кубок Федерации 2009 — 47-й по счёту розыгрыш наиболее престижного Кубка среди сборных команд по теннису среди женщин.
Победителем турнира во второй раз в истории стала сборная Италии.

## Мировая группа
|                           | Четвертьфиналы 7-8 февраля | Четвертьфиналы 7-8 февраля | Четвертьфиналы 7-8 февраля |                      |                      | Полуфиналы 25-26 апреля      | Полуфиналы 25-26 апреля      | Полуфиналы 25-26 апреля      |                              |                              | Финал 7-8 ноября                  | Финал 7-8 ноября                  | Финал 7-8 ноября                  |                                   |                                   |
|                           |                            |                            |                            |                      |                      |                              |                              |                              |                              |                              |                                   |                                   |                                   |                                   |                                   |
|                           |                            |                            |                            |                      |                      |                              |                              |                              |                              |                              |                                   |                                   |                                   |                                   |                                   |
| Москва, Россия - хард(i)  |                            |                            |                            |                      |                      |                              |                              |                              |                              |                              |                                   |                                   |                                   |                                   |                                   |
|                           | 1                          | Россия                     | 5                          |                      |                      |                              |                              |                              |                              |                              |                                   |                                   |                                   |                                   |                                   |
|                           |                            | Китай                      | 0                          |                      |                      | Кастелланета, Италия - грунт | Кастелланета, Италия - грунт | Кастелланета, Италия - грунт | Кастелланета, Италия - грунт | Кастелланета, Италия - грунт |                                   |                                   |                                   |                                   |                                   |
|                           |                            |                            |                            |                      | 1                    | Россия                       | 1                            |                              |                              |                              |                                   |                                   |                                   |                                   |                                   |
| Орлеан, Франция - хард(i) | Орлеан, Франция - хард(i)  | Орлеан, Франция - хард(i)  | Орлеан, Франция - хард(i)  |                      | 4                    | Италия                       | 4                            |                              |                              |                              |                                   |                                   |                                   |                                   |                                   |
|                           |                            | Франция                    | 0                          |                      |                      |                              |                              |                              |                              |                              |                                   |                                   |                                   |                                   |                                   |
|                           | 4                          | Италия                     | 5                          |                      |                      |                              |                              |                              |                              |                              | Реджо-ди-Калабрия, Италия - грунт | Реджо-ди-Калабрия, Италия - грунт | Реджо-ди-Калабрия, Италия - грунт | Реджо-ди-Калабрия, Италия - грунт | Реджо-ди-Калабрия, Италия - грунт |
|                           |                            |                            |                            |                      |                      |                              |                              |                              |                              |                              | 4                                 | Италия                            | 4                                 |                                   |                                   |
|                           | Сюрпрайз, США - хард       | Сюрпрайз, США - хард       | Сюрпрайз, США - хард       | Сюрпрайз, США - хард | Сюрпрайз, США - хард |                              |                              |                              |                              |                              | 3                                 | США                               | 0                                 |                                   |                                   |
|                           | 3                          | США                        | 3                          |                      |                      |                              |                              |                              |                              |                              |                                   |                                   |                                   |                                   |                                   |
|                           |                            | Аргентина                  | 2                          |                      |                      | Брно, Чехия - хард(i)        | Брно, Чехия - хард(i)        | Брно, Чехия - хард(i)        | Брно, Чехия - хард(i)        | Брно, Чехия - хард(i)        |                                   |                                   |                                   |                                   |                                   |
|                           |                            |                            |                            |                      | 3                    | США                          | 3                            |                              |                              |                              |                                   |                                   |                                   |                                   |                                   |
| Брно, Чехия - ковёр(i)    | Брно, Чехия - ковёр(i)     | Брно, Чехия - ковёр(i)     | Брно, Чехия - ковёр(i)     |                      |                      | Чехия                        | 2                            |                              |                              |                              |                                   |                                   |                                   |                                   |                                   |
|                           |                            | Чехия                      | 4                          |                      |                      |                              |                              |                              |                              |                              |                                   |                                   |                                   |                                   |                                   |
|                           | 2                          | Испания                    | 1                          |                      |                      |                              |                              |                              |                              |                              |                                   |                                   |                                   |                                   |                                   |

## Плей-офф Мировой группы
Четыре сборные, проигравшие в первом раунде Мировой группы (Китай, Франция, Аргентина, Испания) встречаются с четырьмя сборными-победителями Мировой группы II (Словакия, Германия, Сербия, Украина).
- дата — 25-26 апреля

| Город (покрытие)                    |               | Счёт |           |
| ----------------------------------- | ------------- | ---- | --------- |
| Лерида, Испания, грунт              | Испания (1)   | 0-4  | Сербия    |
| Лимож, Франция, грунт               | Франция (2)   | 3-2  | Словакия  |
| Франкфурт-на-Майне, Германия, грунт | Германия      | 3-2  | Китай (3) |
| Мар-дель-Плата, Аргентина, грунт    | Аргентина (4) | 0-4  | Украина   |

- Сербия, Германия и Украина переходят в Мировую группу
- Франция остаётся в Мировой группе
- Словакия остаётся в Мировой группе II
- Испания, Китай и Аргентина выбывают в Мировую группу II

## Мировая группа II
Дата: 7-8 февраля
| Город (покрытие)              |           | Счёт |              |
| ----------------------------- | --------- | ---- | ------------ |
| Братислава, Словакия, хард(i) | Словакия  | 4-1  | Бельгия (1)  |
| Цюрих, Швейцария, хард(i)     | Швейцария | 2-3  | Германия (4) |
| Белград, Сербия, хард(i)      | Сербия    | 4-1  | Япония (3)   |
| Харьков, Украина, хард(i)     | Украина   | 3-2  | Израиль (2)  |

- Словакия, Германия, Сербия и Украина далее переходят в плей-офф Мировой группы за право выйти в Мировую группу
- Бельгия, Швейцария, Япония и Израиль далее переходят в плей-офф Мировой группы II за право остаться в Мировой группе II

## Плей-офф Мировой группы II
Дата: 25-26 апреля
| Город (покрытие)           |               | Счёт |             |
| -------------------------- | ------------- | ---- | ----------- |
| Хасселт, Бельгия, грунт(i) | Бельгия (1)   | 3-2  | Канада      |
| Таллин, Эстония, хард(i)   | Эстония       | 3-2  | Израиль (2) |
| Гдыня, Польша, грунт       | Польша        | 3-2  | Япония (3)  |
| Милдьюра, Австралия, трава | Австралия (4) | 3-1  | Швейцария   |

- Эстония, Польша и Австралия переходят в Мировую группу II
- Бельгия остаётся в Мировой группе II
- Канада остаётся в зоне Америка
- Израиль и Швейцария выбывают в зону Европа/Африка, Япония — в зону Азия/Океания

## Региональные зоны

### Зона Америка

#### Группа I
Место проведения: Uniprix Stadium, Монреаль, Канада, хард(i)
Дата: 4 — 7 февраля
Участвующие сборные
- Канада — переходит в плей-офф Мировой группы II
- Бразилия
- Колумбия
- Парагвай
- Багамские Острова — выбывает в группу II зоны Америка
- Пуэрто-Рико — выбывает в группу II зоны Америка

#### Группа II
Место проведения: Parque del Este, Санто-Доминго, Доминиканская Республика, хард
Дата: 21 — 25 апреля
Участвующие сборные
- Куба — переходит в группу I зоны Америка
- Чили — переходит в группу I зоны Америка
- Боливия
- Гватемала
- Доминиканская Республика
- Мексика
- Панама
- Перу
- Тринидад и Тобаго

### Зона Азия/Океания
Место проведения: State Tennis Centre, Перт, Австралия, хард
Дата: 4 — 7 февраля

#### Группа I
Участвующие сборные
1. Австралия — переходит в плей-офф Мировой группы II
2. Индонезия
3. Новая Зеландия
4. Китайский Тайбэй
5. Таиланд
6. Узбекистан
7. Республика Корея
8. Индия — выбывает в группу II зоны Азия/Океания

#### Группа II
Участвующие сборные
1. Казахстан — переходит в группу I зоны Азия/Океания
2. Гонконг
3. Сингапур
4. Иран

### Зона Европа/Африка

#### Группа I
Место проведения: Coral Tennis Club, Таллин, Эстония, хард(i)
Дата: 4 — 7 февраля
Участвующие сборные
- Польша — переходит в плей-офф Мировой группы II
- Эстония — переходит в плей-офф Мировой группы II
- Австрия
- Беларусь
- Босния и Герцеговина
- Великобритания
- Венгрия
- Дания
- Нидерланды
- Румыния
- Словения
- Хорватия
- Швеция
- Болгария — выбывает в группу II зоны Европа/Африка
- Люксембург — выбывает в группу II зоны Европа/Африка

#### Группа II
Место проведения: Attaleya Shine Tennis Club, Анталья, Турция, хард
Дата: 21 — 25 апреля
Участвующие сборные
- Латвия — переходит в группу I зоны Европа/Африка
- Португалия — переходит в группу I зоны Европа/Африка
- Грузия
- ЮАР
- Марокко — выбывает в группу III зоны Европа/Африка
- Турция — выбывает в группу III зоны Европа/Африка

#### Группа III
Место проведения: Marsa Sports Club, Марса, Мальта, хард
Дата: 21 — 25 апреля
Участвующие сборные
- Армения — переходит в группу II зоны Европа/Африка
- Греция — переходит в группу II зоны Европа/Африка
- Алжир
- Египет
- Ирландия
- Исландия
- Лихтенштейн
- Мальта
- Молдова
- Норвегия
- Финляндия